# 5844 Chlupac
5844 Chlupac este o planetă minoră (asteroid), cu un diametru de 4,287 km, din centura de asteroizi. A fost descoperită pe 28 octombrie 1986 la Observatorul Kleť de Zdeňka Vávrová⁠(d). 
Obiectul prezintă o orbită caracterizată de o semiaxă mare de 2,1177333 UAi, o excentricitate de 0,1243018, o înclinație de 2,23679 ° în raport cu ecliptica.